# Não Para Não: Remixes
Não Para Não: Remixes (estilizado como 𝖓𝖕𝖓 remixes) é o segundo álbum de remixes do cantor e drag queen brasileiro Pabllo Vittar, lançada no dia 10 de maio de 2019 pela Sony Music Brasil. A coletânea contém uma seleção de remixes de canções de seu segundo álbum de estúdio, Não Para Não (2018).

## Lista de faixas
| N.º            | Título                                                                 | Compositor(es)                                                       | Duração |  |
| 1.             | "Buzina" (CyberKills Remix)                                            | Pabllo Vittar Maffalda Zebu Rodrigo Gorky Pablo Bispo Arthur Marques | 3:10    |  |
| 2.             | "Seu Crime" (Las Bibas from Vizcaya Remix)                             | Diplo King Henry Jr. Blender Maffalda Gorky Bispo Marques            | 5:37    |  |
| 3.             | "Problema Seu" (L_cio Remix)                                           | Alice Caymmi Noize Men Maffalda Zebu Gorky Bispo Marques             | 4:03    |  |
| 4.             | "Disk Me" (kLap Remix)                                                 | Diego Timbó Maffalda Zebu Gorky Bispo Marques                        | 3:46    |  |
| 5.             | "Não Vou Deitar" (GA31 Remix)                                          | Maffalda Zebu Gorky Bispo Marques                                    | 3:26    |  |
| 6.             | "Ouro" (Turbotito Remix) (com participação de Urias)                   | Filip Nikolic Maffalda Zebu Gorky Bispo Marques                      | 4:00    |  |
| 7.             | "Trago seu Amor de Volta" ((Zebu Remix) (com participação de Dilsinho) | Maffalda Zebu Gorky Bispo Marques                                    | 2:30    |  |
| 8.             | "Vai Embora" (Teto Preto Remix) (com participação de Ludmilla)         | Ludmilla Rafa Dias Maffalda Zebu Gorky Bispo Marques                 | 3:52    |  |
| 9.             | "No hablo español" (O'Hearts Remix)                                    | Maffalda Zebu Gorky Bispo Marques                                    | 3:27    |  |
| 10.            | "Miragem" (Brazook Remix)                                              | Junior Fernandes Maffalda Zebu Gorky Bispo Marques                   | 2:40    |  |
| Duração total: | Duração total:                                                         | Duração total:                                                       | 36:35   |  |